# Jämtland
Ne doit pas être confondu avec Comté de Jämtland.
Le Jämtland (en français : Iempterland et en latin : Iemtia) est une des provinces historiques de Suède, située dans l'ouest du pays. C'est la deuxième province de Suède par ordre de grandeur. Elle fait aujourd'hui partie du comté de Jämtland.

## Langues
Le Jämtland est le berceau d'un dialecte suédois, le jamtska, parlé par 30 000 à 60 000 personnes dans la province.
Des Samis (ou Lapons) vivent aussi au Jämtland, certains parlant le same du Sud.

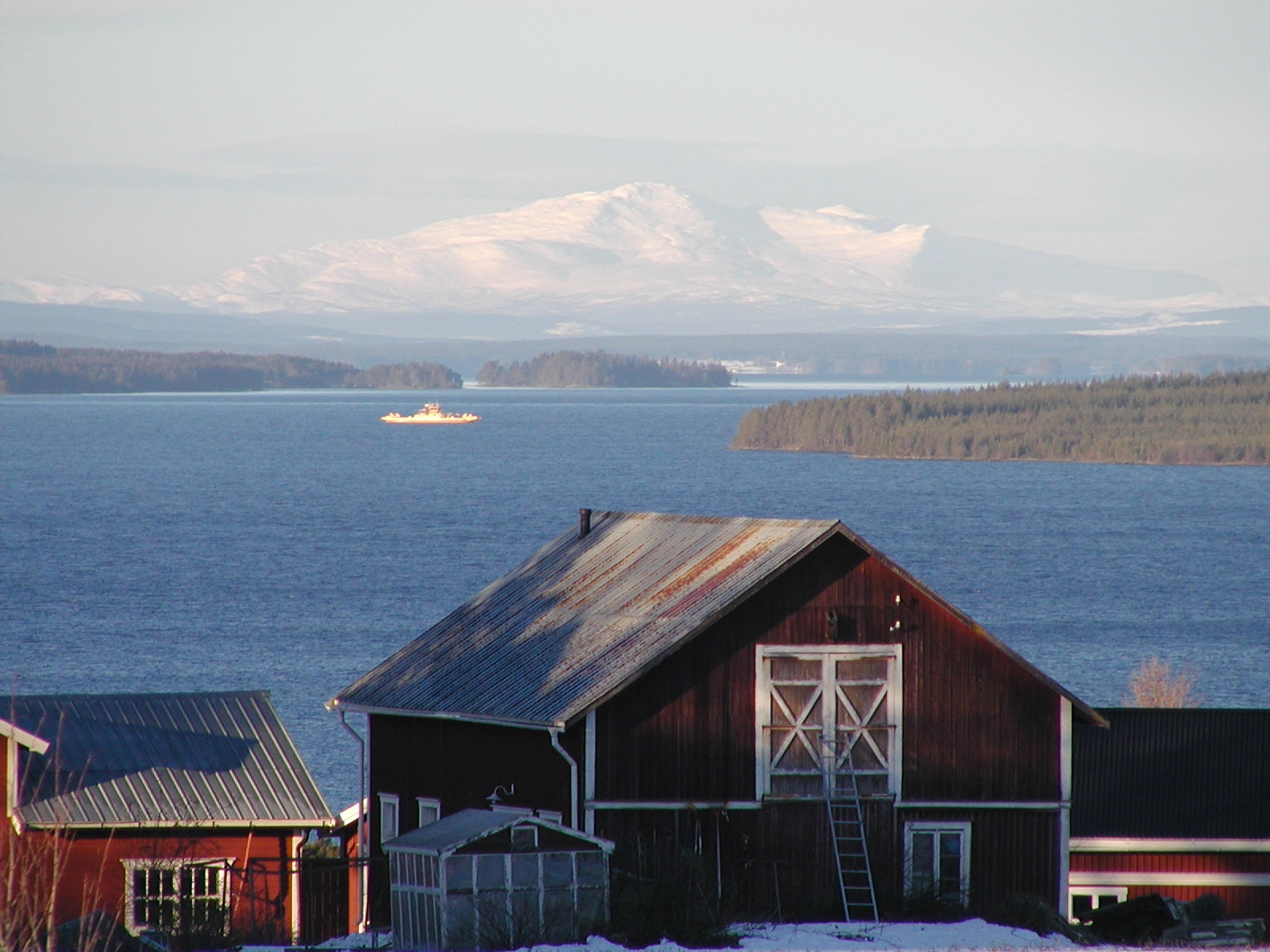
Photographie du Jämtland.
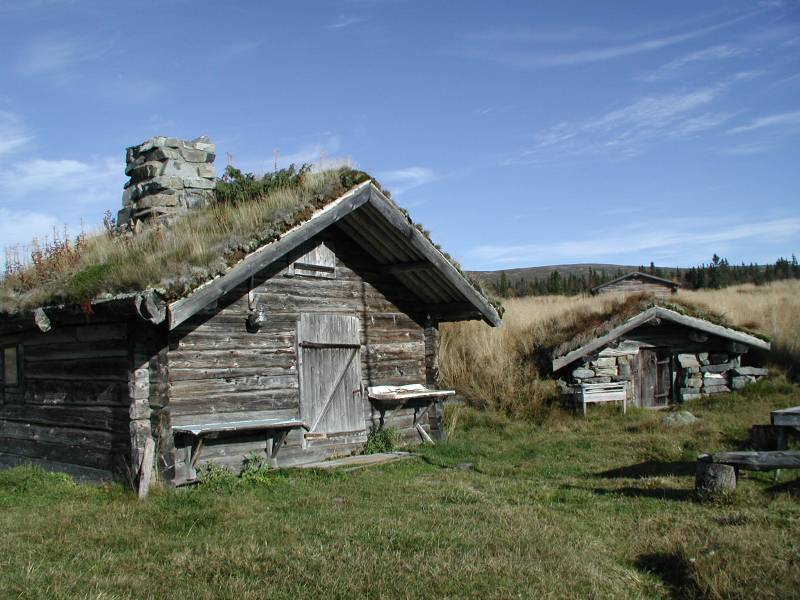
Cabane d'été traditionnelle du Jämtland.

## Histoire
Ancienne province norvégienne, le Jämtland fut cédé à la Suède par le traité de Brömsebro en 1645 avec les provinces de Härjedalen, de Gotland et de Halland (les deux dernière appartenant alors au Danemark).